# Huasco
Huasco è un comune del Cile della provincia di Huasco nella regione di Atacama. Al censimento del 2002 possedeva una popolazione di 7 945 abitanti.

## Società

### Evoluzione demografica
| Censimento del 1992 | Censimento del 2002 |
| 7 516 ab.           | 7 945 ab.           |